# Oeste Maranhense
Oeste Maranhense è una mesoregione dello Stato del Maranhão in Brasile.

## Microregioni
È suddivisa in 3 microregioni:
- Gurupi
- Imperatriz
- Pindaré